# توماس فلمنغ (مؤرخ)
توماس فلمنغ (بالإنجليزية: Thomas Fleming)‏ (5 يوليو 1927، جيرسي سيتي في الولايات المتحدة - 23 يوليو 2017، نيويورك في الولايات المتحدة)؛ مؤرخ وروائي أمريكي.